# Ternstroemia magnifica
Ternstroemia magnifica är en tvåhjärtbladig växtart som beskrevs av Otto Stapf och Ridley. Ternstroemia magnifica ingår i släktet Ternstroemia och familjen Pentaphylacaceae. Inga underarter finns listade i Catalogue of Life.